# Houinmè Château d’eau
Houinmè Château d’eau est un quartier situé dans le 4e arrondissement de la commune de Porto-Novo dans le département de l'Ouémé au sud-Est du Bénin.

## Histoire
Houinmè Château d’eau devient officiellement un quartier du 4e arrondissement de la commune de Porto-Novo à la suite de la loi n° 2015-01 du 06 mars 2015 modifiant et complétant la loi n° 2013-05 du 27 mai 2013 portant création, organisation, attribution et fonctionnement des unités administratives en république du Benin,.

## Population
Selon le recensement général de la population et de l'habitation de 2013 conduit par l'instiut national de la statistique et de l'analyse économique (INSAE), 
Houinmè Château d’eau compte 1 797 habitants.